# Reinos hauçás

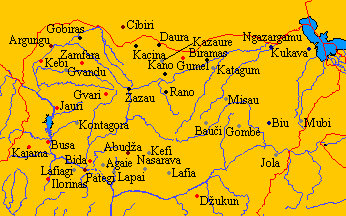
Principais cidades dos reinos hauçás. As fronteiras modernas estão em vermelho

Reinos hauçás foram um conjunto de cidades-Estado independentes iniciado pelos Hauçás situadas entre os rio Níger e lago Chade (atualmente norte da Nigéria). Ficavam entre os reinos do Sudão Ocidental da Antiga Gana e Mali, e os reinos do Sudão Oriental de Canem-Bornu. Tomaram forma como uma região política e cultural durante o primeiro milênio EC como resultado da expansão para o oeste dos Hauçás, que chegaram a região quando o terreno estava se transformando de floresta em savana, e começaram a cultivar grãos, o que resultou em uma população camponesa mais densa. Os Hauçás eram conhecidos pela pesca, caça, agricultura, mineração de sal e ferraria. Os reinos hauçás tinham linguagem, leis e costumes comuns. 
No século XIV, Cano havia se tornado a cidade-estado mais poderosa e se tornou a base do comércio transaariano de sal, tecido, couro e grãos. A história oral do Hauçás é refletida na lenda de Baiajida, que descreve as aventuras do herói de Bagdá, Baiajida, culminando na morte da cobra no poço de Daura e no casamento com a rainha local Magajiia Daurama. Segundo a lenda, o herói teve um filho com a rainha, chamado Bauó, e outro filho com Baguaria, criada da rainha, chamado Carbagari. Embora as cidades-Estados Hauçás compartilhassem a mesma linhagem, idioma e cultura, elas eram caracterizadas por ferozes rivalidades entre si, com cada cidade-Estado buscando a supremacia sobre as outras. Elas constantemente guerreavam umas com as outras e frequentemente se aliavam com invasores em detrimento de suas cidades-Estados irmãs, prejudicando sua força coletiva.

## Mitologia
De acordo com a lenda de Baiajida, as cidades-Estados Hauçás foram fundadas pelos filhos e netos de Baiajida, um príncipe cuja origem difere pela tradição, mas o cânone oficial o registra como a pessoa que se casou com Daurama, a última Cabara de Daura, e anunciou o fim das monarcas matriarcais que outrora governaram o povo Hauçá. De acordo com a versão mais famosa da lenda, a história das cidades-Estados hauçás começou com um príncipe de Bagdá chamado "Abu Iázide". Quando ele chegou a Daura, ele foi à casa de uma velha e pediu a ela que lhe desse água, mas ela lhe contou a situação difícil da terra, pois o único poço em Daura chamado cusugu era habitado por uma cobra chamada Sarqui, que permitia aos cidadãos de Daura buscarem água apenas às sextas-feiras. Como "Sarqui" é a palavra em Hauçá para "Rei", essa pode ter sido uma metáfora para uma figura poderosa. Baiajida matou Sarqui, e por causa desse feito, a rainha casou-se com ele por sua bravura. Depois de seu casamento com a rainha as pessoas começaram a chamá-lo de Baiajida que significa "ele não entendia (a língua) anteriormente". Baiajida teve um filho com a rainha Daurama, chamado Bauó, e outro filho com Baguaria, criada da rainha, chamado Carbagari.

### Hauçá Bacuai
Os Reinos Hauçás começaram como sete cidades-Estados fundadas, de acordo com a lenda de Baiajida, pelos seis filhos de Bauó e ele próprio, filho de Baiajida e Magajia Daurama, além do outro filho de Baiajida, Birã ou Ibraim, de um casamento anterior. Eles são conhecidos como os Hauçá Bacuai (Hausa Bakwai), que significa "Sete Hauçás". Essas cidades-Estados incluíam apenas reinos habitados por falantes da língua hauçá:
- Daura c. ? - 1806
- Cano c. 998 - 1807
- Catsina c. 1400 - 1805
- Zaria (Zazau) c. 1200 - 1808
- Gobir c. 1000 - 1808
- Rano
- Hadeja (Birã) c. 1100 - 1805

### Banza Bacuai
O crescimento e a conquista dos Hauçá Bacuai resultou na fundação de outras cidades-Estados com os seus governantes seguindo, de acordo com a lenda de Baiajida, a linhagem hauçá de Carbagari ("conquistador de cidades"), filho de Baguaria, uma concubina do pai fundador, Baiajida. Assim, são chamados Banza Bacuai, que significa "Bastardo", devido a condição de escravizados de seus ancestrais. Os Banza Bacuai adotaram muitos dos costumes e das instituições dos Hauçá Bacuai, mas foram consideradas não-sancionadas por pessoas não-hauçá. Essas cidades-Estados são:
- Zanfara (cidade-Estado habitada por falantes da língua hauçá)
- Kebbi (cidade-Estado habitada por falantes da língua hauçá)
- Yauri (também chamada Iauri)
- Guari (também chamada Guarilândia)
- Cuararafa (cidade-Estado jucum)
- Nupés (cidade-Estado nupé)
- Ilorim (cidade-Estado iorubá)

Desde o início da história Hauçá, os sete reinos hauçás dividiram as atividades produtivas e trabalhistas de acordo com sua localização e recursos naturais. Cano e Rano eram conhecidos como os "Reinos do Índigo". O algodão crescia rapidamente nas grandes planícies desses estados, e eles se tornaram os principais produtores de tecido, tecendo e tingindo-o antes de enviá-lo em caravanas para as outras cidades-Estados dentro dos reinos hauçás e para extensas regiões além destes. Biram era a sede original do governo, enquanto Zaria fornecia mão-de-obra e era conhecido como o "Reino dos Escravos". Catsina e Daura eram os "Reinos do Comércio", pois sua localização geográfica lhes dava acesso direto às caravanas que cruzavam o deserto pelo norte. Gobir, localizado no oeste, era o "Reino da Guerra" e era o principal responsável por proteger o império dos invasores dos Reinos de Gana e Songai.

## História

### Apogeu
Os Reinos Hauçás foram mencionados pela primeira vez por Iacubi no século IX[carece de fontes?] e estavam nos centros comerciais do século XV competindo com os Impérios de Canem-Bornu e do Mali. As principais exportações eram escravos, couro, ouro, tecido, sal, nozes de cola, peles de animais e hena. Em vários momentos de sua história, os Hauçás conseguiram estabelecer o controle central sobre suas cidades-Estados, mas essa unidade sempre se mostrou curta. No século XI, as conquistas iniciadas por Gijimasu de Cano culminaram no nascimento da primeira nação hauçá unida sob a rainha Amina, a Sultana de Zazau, mas severas rivalidades entre os estados levaram a períodos de dominação por grandes potências como Songai e Canem. Durante o reinado do rei Iaji I  (1349-85), o Islã foi apresentado a Cano pela primeira vez. Muitos comerciantes e clérigos muçulmanos costumavam vir do Mali, da região de Volta e, mais tarde, de Songai. O rei Iaji nomeou um Cádi e um Imã como parte da administração do estado. Maomé Rumfa (1463-99) construiu mesquitas e madraças. Ele também encarregou Maomé Almaguili de escrever um tratado sobre a governança muçulmana. Muitos outros estudiosos foram trazidos do Egito, Túnis e Marrocos. Isso transformou Cano em um centro de estudos muçulmanos. A islamização facilitou a expansão do comércio e foi a base de uma rede de propaganda ampliada. Os Ulemá forneceram apoio jurídico, garantias, condutas seguras, apresentações e muitos outros serviços. No final do século XV, Maomé Alcorau, um clérigo, assumiu o controle de Catsina declarando-se rei. Os Ulemá foram mais tarde trazidos do Norte da África e Egito para residir em Catsina. Uma classe Ulemá surgiu sob o patrocínio real. Os governantes Hauçás jejuaram o Ramadã, construíram mesquitas, mantiveram as cinco orações obrigatórias e deram esmolas (zakat) aos pobres. Ibraim Maje (1549-1566) foi um reformador islâmico e instituiu a lei islâmica do casamento em Catsina. Geralmente os reinos hauçás permaneceram divididos entre a elite urbana cosmopolita muçulmana e as comunidades rurais animistas locais.

### Queda

Califado de Socoto no século XIX

Apesar do crescimento relativamente constante do século XV ao século XVIII, as cidades-Estados eram vulneráveis a guerras constantes, interna e externamente. No século XVII, elas estavam econômica e politicamente exaustas. A fome tornou-se muito comum durante este período e os sultões impuseram pesados impostos para financiar suas guerras. Embora a grande maioria de seus habitantes fosse muçulmana, no século XIX eles foram conquistados por uma mistura de guerreiros Fulas e camponeses Hauçás, alegando sincretismo religioso e injustiças sociais. Em 1808, as cidades-Estados Hauçás foram finalmente conquistadas por Usmã dã Fodio e incorporados ao califado Hauçá-Fula de Socoto. 